# Paralastor microgonias
Paralastor microgonias är en stekelart som beskrevs av Perkins 1914. Paralastor microgonias ingår i släktet Paralastor och familjen Eumenidae. Inga underarter finns listade i Catalogue of Life.